# Francuski buldog
Francuski buldog je pasmina pasa koji se ubrajaju u pse za pratnju, a po klasifikaciji Svjetske kinološke organizacije FCI oni su smješteni u 9. skupinu te 11. sekciju malih molosoidnih pasa.
Prvo registrirano leglo francuskih buldoga došlo je na svijet u Hrvatskoj 1927. godine, ali u međuvremenu su, u drugoj polovici 20. stoljeća, gotovo nestali u čitavom svijetu. Zahvaljujući silnom rastu popularnosti, francuski buldozi su u Hrvatskoj, Velikoj Britaniji i SAD-u, po službenim podacima kinoloških saveza, i službeno među 10 najpopularnijih nelovačkih pasmina pasa u 2015. i 2016. godini.

## Povijest pasmine
O nastanku francuskih buldoga postoje dvije teorije. Prva se temelji na podacima da su patuljaste engleske buldoge, sa sobom u Francusku donijeli radnici iz Nottinghama koji su, nakon industrijske revolucije, išli tražiti posao u Francusku sredinom 19. stoljeća. Francuske buldoge kasnije su rado imale pariške kurtizane, a na slikama ih je zabilježio Henri de Toulouse-Lautrec. Pred kraj 19. stoljeća već su se održale prve izložbe minijaturnih buldoga s karakterističnim uzdignutim ušima u Francuskoj, Engleskoj i SAD-u. Tada su već francuski buldozi živjeli i u kraljevskim palačama u Engleskoj i Danskoj te carskim odajama u Rusiji.

### Ljubimac princeze Tatjane
Druga kći ruskog cara Nikolaja i carice Aleksandre imala je francuskog buldoga Ortina. Princezi Tatjani je carski draguljar Faberge prema njegovu liku izrađivao figurice od jantara i dragog kamenja. U Oktobarskoj revoluciji, kad su ubijeni svi članovi carske obitelji, stradao je i francuski buldog Ortino.

### Uživali su uz Sachertortu
Anna Sacher upravljala je bečkim hotelom u kojem se spravlja i čuvena čokoladne Sachertorte. Njezin francuski buldozi su tim hotelom, između dva svjetska rata početkom 20. stoljeća, uvijek mogli slobodno šetati.

### Tragedija na Titanicu
Jedan je francuski buldog bio među psima koji su potonuli s Titanicom, a zabilježeno je da je taj pas imao i životno osiguranje. Redatelj James Cameron je snimajući film o potonuću broda, izrezao potresne scene u kojima francuski buldog nestaje na oceanu.

### Filmovi i umjetnici
Francuski buldog pojavljuje seu Armageddonu, gdje je redatelj Michael Bay ovjekovječio scenu u kojoj francuski buldog upozorava na dolazak razornog asteroida. Pariški slikar i dadaistički pjesnik Francis Picabia autor je likovnog djela posvećenog francuskim bulldozima, slike “Femme au bulldog”. Francuskog buldoga je imao pjesnik ruskog futurizma Vladimir Majakovski, s njima je pozirao sa svoje portrete operni pjevač Fjodor Šaljapin te balerina Ana Pavlova…
Yves Saint Laurent, prvi modni dizajner koji je za života dočekao retrospektivnu izložbu u njujorškom Metropolitanu, imao je četiri francuska buldoga. Svi su se zvali Moujik, baš kao i posljednji, Moujik Četvrti… Jednog Moujika je, po posebnoj narudžbi, crtao Andy Warhol, a sa svojim francuskim buldogom Argom je fotografima pozirao talijanski modni dizajner Gianfranco Ferre. Francuske buldoge su imali ili imaju Gisele Bundchen i Leonardo DiCaprio, američka stilistica Martha Stewart, Ralph Lauren, izdavač Benedikt glumci Hugh Jackman, Hilary Duff, Ashley Olsen, Dwayne The Rock Johnson, Rachel Bilson, Zach Braff, Reese Witherspoon, Denise Richards i pokojna Carrie Fisher, koja je glumila prinzecu Leiu u Ratovima zvijezda. Francuski buldozi su ljubimci Davida Beckhama, Zlatana Ibrahimovića i Lady Gage.

## Obilježja pasmine
Standard Svjetske kinološke organizacije opisuje moguće boje francuskih buldoga te se iz njega mogu izdvojiti tri osnovne varijante. Prva je takozvana brindle boja. To su tamni psi, manje ili više prošarani smeđim prugama, često s bjelinom na prsima. Francuski buldozi, po važećem standardu, ne smiju biti posve crni. Druga je varijanta takozvana fawn boja, koja može varirati od boje bijele kave do crvenkastosmeđe boje. Ne smiju biti boje čokolade. Treća varijanta je takozvani pied. Ona pretpostavlja da na psu prevladava bijela boja, s većim tamnim ili fawn mrljama, najčešće plaštom na leđima, ponekad i simetričnim rasporedom boja na glavi. Uz sve ove boje pas obavezno mora imati pigmentiran, dakle crn, nos, usne i kapke. Francuski buldog je patuljasta pasmina i nisu poželjni preveliki primjerci. Mužjaci smiju biti visoki između 27 i 35 centimetara, teški između 9 i 14 kilograma. Ženke su visoke između 24 i 32 centimetra, a mogu biti teške između 8 i 13 kilograma.
Kod ovih pasa izuzetno je važno održavati kvalitetnu higijenu. Nabori na koži su im posebno osjetljivi te ih je bitno održavati čistim i sterilnim. Ako se ne održavaju kvalitetno, lako može doći do infekcije ili bakterijske upale. Ne preporučava se prečesto kupati ove pse, no kada ih se kupa, potrebno je uzeti dovoljno vremena da bi se ti kožni nabori dobro posušili.

## Zdravlje francuskih buldoga
Francuski buldozi su brahicefalična i hondrodistrofična pasmina. Imaju tupastu, spljoštenu njušku, što im može otežavati disanje. Debljina njihovih kostiju i njihova glava nisu u srazmjeru s duljinom kostiju nogu, što može voditi do problema s kralježnicom. Registrirani uzgajivači selekcijom takve probleme značajno reduciraju. Zbog spljoštene njuške francuski buldog ne smije biti izlagan previsokim temperaturama jer puno teže podnosi vrućinu od drugih pasa. Zbog građe njegovih kostiju pri naglim padovima ili većim skokovima izložen je većem riziku od ozljede.

### Nepoželjne boje
Francuski buldozi mišje sive boje, često s izrazito žutim očima, rezultat su genetske mutacije. Još ih se naziva i plavim francuskim buldozima, a ta boja značajno povećava rizik od problema s kožom, dlakom i vidom. Takvi psi se ne mogu izlagati na izložbama pasa, a ne smiju se koristiti ni u uzgoju. Jednako su nepoželjni i crni francuski buldozi s paležom, te sve ostale boje osim onih propisanih standardom Svjetske kinološke organizacije.

### Provjere
Prvi uvjet za provjeru čistokrvnosti nekog francuskog buldoga je registracija njegova legla u Hrvatskom kinološkom savezu. Pravilnik Hrvatskog kinološkog saveza o uzgoju nalaže voditelj uzgoja dva puta pregleda leglo, da leglo ima rodovnik, da su štenci cijepljeni i mikročipirani te da oba roditelja imaju ocjene i uzgojne dozvole.

## Francuski buldozi u Hrvatskoj
U monografiji „Hrvatska kinološka baština“ autor Boris Špoljarić objavio je da se francuski buldog počeo uzgajati u Zagrebu 1927. godine „kada gospodin Leo Kornfeld imao leglo iz kojeg je mužjak Jimmy, prvoupisani francuski buldog u rodovnu knjigu JKS Kraljevine Jugoslavije. Sljedeće leglo ove pasmine bilježimo 13. svibnja 1927.“

## Vanjske poveznice
- http://www.francuskibuldog.com/ - Prvi hrvatski blog o francuskim buldozima
- http://www.patuljastipsi.hr/ - Podaci o leglima francuskih buldoga
- http://www.hks.hr/ - Hrvatski kinološki savez